# Удсток (Англия)
Вижте пояснителната страница за други значения на Удсток.
Удсток (на английски: Woodstock, на английски се изговаря Уудсток) е град в община Западен Оксфордшър, графство Оксфордшър, регион Югоизточна Англия. Намира се на 12 km северозападно от Оксфорд. Населението му е около 2900 души.

## Личности
- Родени в Удсток
  - Едуард (1330-1376), принц на Уелс
  - Уинстън Чърчил (1874-1965), политик - роден в двореца Бленъм недалеч от Удсток
- Починали в Удсток
  - Джон Уилмът (1647-1680), поет